# Вспомогательные суда проекта 20180
Вспомогательные суда проекта 20180 типа «Звёздочка» — серия российских вспомогательных судов усиленного ледового класса ВМФ России, разработанных в Санкт-Петербургском центральном морском конструкторском бюро «Алмаз». Ледовый класс Arc5 допускает самостоятельное плавание в однолетних арктических льдах при толщине до 0,8 метра в зимне-весеннюю навигацию и до 1 метра в летне-осеннюю.
Включает в серию:
- проект 20180 — спасательное буксирное судно;
- проект 20180ТВ и 20181ТВ — морской транспорт вооружений;
- проект 20183 — океанографическое исследовательское судно.
- На август 2025 года  — запланировано строительство 5  судов, построено 4 (3 в составе флота), 0 строится.

## Проект
Проект 20180 разработан в ЦМКБ «Алмаз». Основные задачи — морская транспортировка, перегрузка, обеспечение испытаний морской техники, вооружения и оружия, обеспечение боевой подготовки флота, обследование и подъём затонувшей морской техники, поисково-спасательные работы, подъём крупногабаритных объектов. На основе первоначального проекта были созданы морской транспорт вооружения, получивший обозначение 20180ТВ (проект 20181), и поисково-спасательное морское судно обеспечения, проект 20183. Главным конструктором всех трёх проектов стал А. А. Форст. Планировалось, что ВМФ России получит до 2024 года 5 новых судов на базе проекта 20180 различного назначения, от транспорта вооружений до научно-исследовательского судна в арктической зоне.

## Конструкция
Суда проектов 20180, 20180ТВ, 20181ТВ и 20183 имеют специальные обводы корпуса и усиленную конструкцию с ледовой защитой. Благодаря этому вспомогательные суда семейства 20180 менее требовательны к условиям работы по сравнению с судами предыдущих проектов. Также суда семейства оснащаются дизель-электрической пропульсивной установкой «Шорх» KL6538В-AS06 по 3265 л.с. каждый, 4 дизель-генератора по 1680 кВт и 2 дизель-генератора по 1080 кВт. Движителем являются два винта фиксированного шага на ВРК, 2 носовых подруливающих устройства. Скорость полного хода составляет до 14 узлов, экономического 9 узлов. На судах оборудована посадочная площадка для одного вертолёта.

### Проект 20180 — спасательное буксирное судно
Базовый проект предназначен для поисково-спасательных работ, обеспечения испытаний морского вооружения и техники. Также суда могут проводить поиск, обследование затонувших объектов. Для этих целей на судне размещаются глубоководный аппарат типа «Консул» или СГА проекта 18271 «Бестер», для наблюдения за подводными объектами судно оснащено дистанционно-управляемыми необитаемыми подводными аппаратами «Тайгер» и «Куантум». Суда имеют водоизмещение 5500 тонн, классическую компоновку корпуса длиной 96 метров и максимальной шириной 17,9 метров с выраженным баком и поднимающейся над ним надстройкой с вертолётной площадкой. Наибольшая осадка судна составляет 9,3 метра. Экипаж судна составляет до 70 человек. Суда оснащены оборудованием для буксировки других судов (кораблей) и тремя грузовыми кранами. Два кормовых крана, грузоподъёмностью по 80 тонн и высотой подъёма стрел от 4,5 до 19 метров, осуществляют спуск и подъём спасательных аппаратов или погрузочно-разгрузочные работы, обеспечивают подъём затонувших, плавающих или донных объектов, в том числе крупногабаритных.

### Проект 20180ТВ и проект 20181ТВ — морской транспорт вооружений
На основе базового проекта 20180 был разработан морской транспорт вооружений 20180ТВ (20181) способный двигаться во льдах (Arc5). Главной задачей данных судов является снабжение вооружением кораблей и обеспечение спасательных и глубоководных работ. Суда проекта, как и суда проекта 20180, имеют классическую компоновку корпуса. Базовая длина судна была увеличена до 107,6 метра, при сохранении максимальной ширины в 17,9 метров. Водоизмещение возросло до 6300 тонн. Установлен один cудовой кран грузоподъёмностью 90 тонн (30 тонн на малом вспомогательном гаке), буксировочное оборудование отсутствует. Перед надстройкой имеется бак небольшого размера. Экипаж — 60 чел. Также данные суда оснащаются новейшими системами и оборудованием, в том числе системой ГЛОНАСС. Особенностью судов является движительная система, при которой главный дизельный двигатель вырабатывает электричество, передаваемое на электродвигатели, вращающие винты. В результате применения электродвигателей суда обладают большей манёвренностью и могут удерживать заданный курс при значительном волнении.

### Проект 20183 — океанографическое исследовательское судно
С целью импортозамещения на базе проекта 20180ТВ был разработан новый проект 20183 с оборудованием и генераторами российского производства. Суда проекта 20183 имеют такие же размеры, как и суда проекта 20180. Главным визуальным отличием является бак, выполненный в закрытом виде без отдельной палубы. Обшивка бака доходит до самой надстройки и соединяется с её нижней стенкой. На этих судах устанавливаются краны разной грузоподъёмности – это судовой кран С2500 – самый мощный судовой кран в своем классе среди произведенных в России, его грузоподъемность (постоянная на всем диапазоне вылетов) составляет 100 тонн на вылете 25 м, а также специальный судовой кран С120 с телескопической стрелой, также электрогидравлический судовой кран-манипулятор С15 и С1 – судовой провизионный кран. Водоизмещение 5400 тонн. Экипажи судов составляют порядка 65 человек. Благодаря применению универсального оборудования суда имеют широкие возможности для выполнения различных задач вспомогательного толка и могут перевозить грузы во внутренних объёмах корпуса, а также способны производить погрузку и разгрузку собственными силами.

## История строительства
Головное судно «Звёздочка» проекта 20180 с заводским № 01218 заложено на судоремонтном заводе «Звёздочка» 3 сентября 2004 года, спущено на воду 20 декабря 2007 года. Контрольный выход в море для завершения государственных испытаний состоялся после 15 июня 2010 года. Судно принято в состав Северного флота ВМФ России 24 июля 2010 года.
Второе судно — транспорт вооружений усиленного ледового класса, предназначенное для погрузки, выгрузки и транспортировки морем образцов вооружений проекта 20180ТВ (20181), построено по контракту от 15 сентября 2011 года. По инициативе коллективов Центра судоремонта «Звёздочка», ЦМКБ «Алмаз», ОАО ПО «Севмаш» и ЦКБ МТ «Рубин» было принято решение увековечить память выдающегося конструктора подводных атомных стратегических ракетоносцев академика С. Н. Ковалёва в названии строящегося судна. 19 ноября 2011 года приказом главкома ВМФ России строящемуся морскому транспорту вооружения было присвоено имя «Академик Ковалёв». Судно заложено 20 декабря 2011 года на СРЗ «Звёздочка» в Северодвинске, строительный номер 01318. Весной 2013 года был завершён монтаж винторулевых колонок и подруливающих устройств, подготовлено место под установку кранового оборудования. 28 июля 2014 года морской транспорт вооружения (МТВ) спущен на воду. После достройки, 11 октября 2015 года МТВ «Академик Ковалёв» впервые вышел в море. Программа заводских ходовых и государственных испытаний завершилась к началу декабря. 18 декабря 2015 года состоялась торжественная церемония подписания приёмного акта и подъёма военно-морского флага на МТВ «Академик Ковалёв».
Головное судно проекта 20183 заложено 20 декабря 2012 года. Планировалось, что судно войдёт в состав военно-морского флота России к концу 2016 года. При строительстве судну дано имя «Академик Александров» в честь академика А. П. Александрова. Предполагалось, что судно будет перевозить различные грузы, в том числе научную и военную технику. Акт о закладке подписали главком ВМФ России Виктор Чирков, генеральный директор ОАО ЦМКБ «Алмаз» Александр Шлехтенко, генеральный конструктор ОАО ЦКБ МГ «Рубин» Лев Сидоренко, генеральный директор «Звёздочки» Владимир Никитин. Однако, позже сроки строительства были увеличены. «Академик Александров» стал судном для глубоководных работ, строящимся для Главного управления глубоководных исследований (ГУГИ) Министерства обороны России, и классифицируется теперь как океанографическое исследовательское судно.
Контракт на строительство очередного судна заключён в 2014 году. Новое судно названо в честь генерального конструктора стратегических морских ракетных комплексов с баллистическими ракетами академика Виктора Петровича Макеева. Судно ледового класса строится по изменённому проекту 20181 с целью замены импортного оборудования и генераторов. Закладка четвёртого в серии судна для ВМФ России на «Звёздочке» состоялась 23 июля 2015 года. Новый транспорт вооружения «Академик Макеев» будет использоваться для обеспечения новейших атомных ракетных подводных крейсеров класса «Борей». Сейчас идёт подготовка документации и утверждение технического проекта.
Закладка океанографического исследовательского судна (ОИС) проекта 20183 «Академик Лавёров» в планах северодвинского Центра судоремонта «Звёздочка» на 2018 год отсутствует.

## Служба
Спасательное буксирное судно (СБС) «Звёздочка» вошло в состав сил поисково-спасательного обеспечения БелВМБ СФ 24 июля 2010 года. С 5 по 27 мая 2014 года судно прошло докование в наливном бассейне Центра судоремонта «Звёздочка». С 16 июня 2014 года двухнедельная вахта в море. В начале июля 2014 года СБС «Звёздочка» выполнило вторую службу в море. В 2014 году судно участвовало в испытаниях новых систем техники. Судно «Звёздочка» используется в качестве опытового судна для испытаний новых видов подводного оружия, в первую очередь ядерной подводной системы «Посейдон» совместно с опытовой дизель-электрической подводкой лодкой Б-90 «Саров» проекта 20120.
Морской транспорт вооружения «Академик Ковалёв» вошёл в состав вспомогательного флота ТОФ 18 декабря 2015 года и 26 сентября 2016 года прибыл в основной пункт базирования — Вилючинск.

## Представители проектов
| № | Название               | Проект  | Изготовитель   | Зав. № | Заложен    | Спуск на воду | Ввод в строй | Флот | Состояние                                                 |
| - | ---------------------- | ------- | -------------- | ------ | ---------- | ------------- | ------------ | ---- | --------------------------------------------------------- |
| 1 | «Звёздочка»            | 20180   | ЦС «Звёздочка» | 01218  | 03.09.2004 | 20.12.2007    | 24.07.2010   | СФ   | В строю                                                   |
| 2 | «Академик Ковалёв»     | 20180ТВ | ЦС «Звёздочка» | 01318  | 20.12.2011 | 26.07.2014    | 18.12.2015   | ТОФ  | В строю                                                   |
| 3 | «Академик Александров» | 20183   | ЦС «Звёздочка» | 01280  | 20.12.2012 | 11.05.2017    | 03.2020      | СФ   | В строю                                                   |
| 4 | «Академик Макеев»      | 20181ТВ | ЦС «Звёздочка» | 01283  | 23.07.2015 | 14.08.2025    | 2027         | СФ   | Достраивается на плаву, готовится к швартовным испытаниям |
| 5 | «Академик Лавёров»     | 20183   | ЦС «Звёздочка» |        |            |               |              | ТОФ  | Планируется к закладке                                    |